# Legend of the Blue Sea
Legend of the Blue Sea (hangul: 푸른 바다의 전설; rr: Pureun bada-ui jeonseol) é uma série de televisão sul-coreana exibida pela SBS de 16 de novembro de 2016 a 25 de janeiro de 2017, estrelada por Jun Ji-hyun e Lee Min-ho.

## Enredo
Inspirado por uma lenda clássica de Joseon da primeira coleção de contos históricos não oficiais da Coreia, sobre um pescador que capturou e sequestrou uma sereia, este drama conta a história de amor entre o filho de uma família nobre de Joseon, Kim Dam-ryeong (Lee Min-ho) E uma sereia ele chamou Se-hwa (Jun Ji-hyun). Quando Dam-ryeong era um miúdo, ele quase se afogou, mas foi salvo por uma sereia. Após o incidente, eles se tornaram amigos e Dam-ryeong nomeou seu Se-hwa, depois de sua irmã mais nova. Eles acabaram se apaixonando, mas um dia Dam-ryeong foi forçado por sua família a se casar com outra garota. Devastada pela notícia, Se-hwa decide deixar Dam-ryeong para sempre e apagou todas as suas memórias dela e seu amor. No entanto, o destino os traz de volta juntos e eles tentaram escapar de humanos que iriam separá-los. Temendo que o mesmo destino que aflige a si mesmo e Se-hwa se reproduza, Dam-ryeong envia um artefato para ser descoberto no futuro para tentar advertir seu futuro eu.
Os destinos de Dam-ryeong e Se-hwa se entrelaçam com suas encarnações modernas. Dam-ryeong renasceu como Heo Joon-jae, um con-artista encantador. Ele conhece uma sereia que se parece com Se-hwa (quem ele mais tarde chamou Shim Cheong) na Espanha, e ela foi rapidamente enlouquecida por ele. Ligado por sonhos e artefatos misteriosos, Joon-jae aprende do mundo de Dam-ryeong e seu próprio destino, enquanto ele tenta impedir que a mesma tragédia ocorra.

## Elenco

### Elenco principal
- Jun Ji-hyun como Se-hwa / Shim Cheong
  - Kal So-won como Se-hwa (criança)
  - Shin Eun-soo como Se-hwa (adolescente)
- Lee Min-ho como Kim Dam-ryeong / Heo Joon-jae
  - Jeon Jin-seo como Kim Dam-ryeong / Heo Joon-jae (criança)
  - Park Jin-young como Kim Dam-ryeong / Heo Joon-jae (adolescente)

### Elenco de apoio
- Lee Hee-joon como Jo Nam-doo / Park Moo
- Shin Won-ho como Tae-oh
- Shin Hye-sun como Cha Shi-ah
- Lee Ji-hoon como Heo Chi-hyun
- Na Young-hee como Mo Yoo-ran
  - Shim Yi-young como Mo Yoo-ran (jovem)
- Hwang Shin-hye como Kang Seo-hee
  - Oh Yeon-ah como Kang Seo-hee (jovem)
- Sung Dong-il como Sr. Yang / Ma Dae-young
- Choi Jung-woo como Heo Gil-joong
- Moon So-ri como Ahn Jin-joo

## Trilha sonora
1. Love Story - Lyn
2. A World That Is You (그대라는 세상) - Yoon Mi-rae
3. Lean on You (너에게 기울어가) - Jung-yup (Brown Eyed Soul)
4. Shy Boy (설레이는 소년처럼) - Ha Hyun-woo (Guckkasten)
5. Somewhere Someday (어디선가 언젠가) - Sung Si-kyung
6. Wind Flower (바람꽃) - Lee Sun-hee
7. Fool (바보야) - Ken (VIXX)
8. Why Would I Do Like This (내가 왜 이럴까) - Coffee Boy
9. Day By Day (하루에 하나씩) - Park Yoon-ha
10. If Only (만에 하나) - Kim Se-jeong (Gugudan)
11. Love Road (사랑길) - Min Chae

## Recepção
Na tabela abaixo, os números azuis representam as audiências mais baixas e os números vermelhos representam as audiências mais elevadas.
| Episódio | Data de transmissão original | Audiência média    | Audiência média              | Audiência média | Audiência média              |
| Episódio | Data de transmissão original | Classificação TNmS | Classificação TNmS           | AGB Nielsen     | AGB Nielsen                  |
| Episódio | Data de transmissão original | Em todo o país     | Região Metropolitana de Seul | Em todo o país  | Região Metropolitana de Seul |
| -------- | ---------------------------- | ------------------ | ---------------------------- | --------------- | ---------------------------- |
| 1        | 16 de novembro de 2016       | 15.4%              | 18.9%                        | 16.4%           | 18.0%                        |
| 2        | 17 de novembro de 2016       | 16.2%              | 20.1%                        | 15.1%           | 16.4%                        |
| 3        | 23 de novembro de 2016       | 18.6%              | 19.6%                        | 15.7%           | 17.2%                        |
| 4        | 24 de novembro de 2016       | 17.9%              | 21.3%                        | 17.1%           | 18.4%                        |
| 5        | 30 de novembro de 2016       | 16.4%              | 20.4%                        | 16.8%           | 20.5%                        |
| 6        | 1 de dezembro 2016           | 18.1%              | 20.2%                        | 18.9%           | 22.1%                        |
| 7        | 7 de dezembro 2016           | 15.8%              | 18.1%                        | 17.4%           | 19.2%                        |
| 8        | 8 de dezembro de 2016        | 17.4%              | 19.7%                        | 17.4%           | 19.1%                        |
| 9        | 14 de dezembro de 2016       | 14.8%              | 16.4%                        | 16.6%           | 18.8%                        |
| 10       | 15 de dezembro de 2016       | 16.8%              | 19.2%                        | 17.5%           | 19.3%                        |
| 11       | 21 de dezembro de 2016       | 17.7%              | 20.1%                        | 16.7%           | 18.1%                        |
| 12       | 22 de dezembro de 2016       | 16.3%              | 18.0%                        | 17.3%           | 18.7%                        |
| 13       | 28 de dezembro de 2016       | 15.8%              | 18.4%                        | 16.0%           | 17.2%                        |
| 14       | 4 de janeiro de 2017         | 15.1%              | 18.1%                        | 17.8%           | 18.7%                        |
| 15       | 5 de janeiro de 2017         | 15.9%              | 19.4%                        | 18.3%           | 20.1%                        |
| 16       | 11 de janeiro de 2017        | 15.1               | 19.0%                        | 18.9%           | 20.7%                        |
| 17       | 12 de janeiro de 2017        | 18.9%              | 22.2%                        | 20.8%           | 23.0%                        |
| 18       | 18 de janeiro de 2017        | 16.5%              | 18.4%                        | 18.3%           | 19.9%                        |
| 19       | 19 de janeiro de 2017        | 18.7%              | 20.4%                        | 21.0%           | 22.2%                        |
| 20       | 25 de janeiro de 2017        | 16.2%              | 18.4%                        | 17.9%           | 18.8%                        |
| Média    | Média                        | 16.7%              | 19.3%                        | 17.6%           | 19.3%                        |
| Especial | 29 de dezembro de 2016       | 11.5%              | 13.3%                        | 11.2%           | 12.3%                        |

- Em 29 de dezembro de 2016, a SBS exibiu um episódio especial como um filme, resumindo a primeira metade do drama, enfocando a relação entre Shim Cheong e Heo Joon-jae.[5]

## Prêmios e indicações
| Ano  | Premiação        | Categoria                                         | Beneficiário               | Resultado | Ref.  |
| ---- | ---------------- | ------------------------------------------------- | -------------------------- | --------- | ----- |
| 2016 | SBS Drama Awards | Grande Prêmio (Daesang)                           | Jun Ji-hyun                | Indicado  | [ 6 ] |
| 2016 | SBS Drama Awards | Grande Prêmio (Daesang)                           | Lee Min-ho                 | Indicado  | [ 6 ] |
| 2016 | SBS Drama Awards | Prêmio de Excelência, Ator em Drama de Fantasia   | Lee Min-ho                 | Venceu    | [ 6 ] |
| 2016 | SBS Drama Awards | Prêmio de Excelência, Atriz em Drama de Fantasia  | Jun Ji-hyun                | Indicado  | [ 6 ] |
| 2016 | SBS Drama Awards | Prêmio de Excelência, Ator em Drama de Fantasia   | Lee Hee-joon               | Indicado  | [ 6 ] |
| 2016 | SBS Drama Awards | Prêmio de Excelência, Atriz em Drama de Fantasia  | Shin Hye-sun               | Indicado  | [ 6 ] |
| 2016 | SBS Drama Awards | Prêmio de Excelência, Atriz em Drama de Fantasia  | Hwang Shin-hye             | Indicado  | [ 6 ] |
| 2016 | SBS Drama Awards | Ator de Ação Especial, Ator em Drama de Fantasia  | Sung Dong-il               | Venceu    | [ 6 ] |
| 2016 | SBS Drama Awards | Ator de Ação Especial, Ator em Drama de Fantasia  | Lee Ji-hoon                | Indicado  | [ 6 ] |
| 2016 | SBS Drama Awards | Ator de Ação Especial, Atriz em Drama de Fantasia | Oh Yeon-ah                 | Indicado  | [ 6 ] |
| 2016 | SBS Drama Awards | Prêmio K-wave                                     | Lee Min-ho                 | Indicado  | [ 6 ] |
| 2016 | SBS Drama Awards | Prêmio K-wave                                     | Jun Ji-hyun                | Indicado  | [ 6 ] |
| 2016 | SBS Drama Awards | Melhor Casal                                      | Lee Min-ho and Jun Ji-hyun | Venceu    | [ 6 ] |
| 2016 | SBS Drama Awards | Top 10 Estrelas                                   | Jun Ji-hyun                | Venceu    | [ 6 ] |
| 2016 | SBS Drama Awards | Top 10 Estrelas                                   | Lee Min-ho                 | Venceu    | [ 6 ] |
| 2016 | SBS Drama Awards | Idol Academy Award - Melhor comer (Meokbang)      | Jun Ji-hyun                | Venceu    | [ 6 ] |